# Людина-кролик

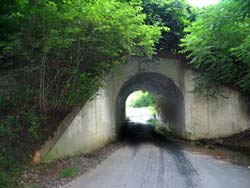
Міст «Людини-кролика» при денному світлі

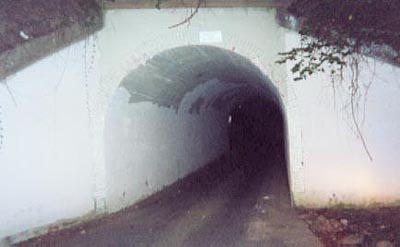
Міст «Людини-кролика» у нічний час

Людина-кролик (англ. Bunny Man) — міська легенда, що виникла після двох подій у Окрузі Ферфакс, штаті Вірджинія у 1970 році, але поширилася аж до міста Вашингтон і на територіях штату Меріленд. Легенда має безліч варіантів: здебільшого вона говорить, що це людина, одягнена у костюм кролика і яка нападає на людей із сокирою.
Більшість версій легенди відбуваються навколо Колчестерського мосту, на мосту Південної залізниці, що охоплює Колчестерську дорогу поряд із Кліфтоном, (Вірджинія), іноді біля так званого «Моста Людини-кролика».

## Походження

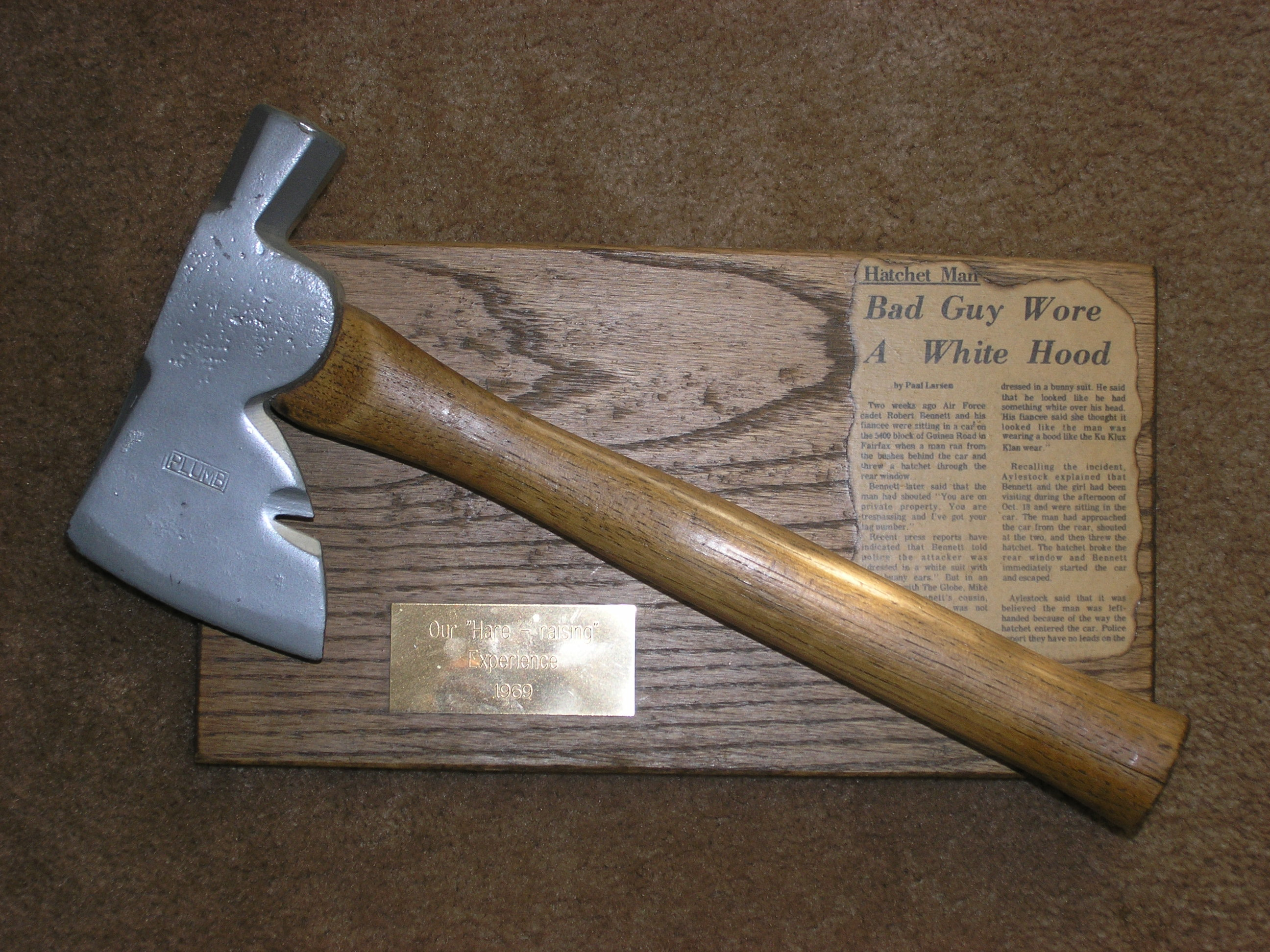
Справжня сокирка, якою користувався «Людина-кролик». 1970 рік.

Історик-активіст Брайан А. Конлі ретельно досліджував легенду про Людину-кролика. Він визначив місцезнаходження двох подій де «Людина-кролик» погрожував перехожим сокирою. У 1970 році в Берке, штат Вірджинія, були два повідомлення про вандалізм з різницею в 10 днів між ними.
Про першу подію було повідомлено увечері 19 жовтня 1970 року ввечері кадетом Академії ВПС США Робертом Беннеттом і його дружиною, коли вони їздили відвідати родичів у Ґвінея Роуд, в Берці. Приблизно ввечері, повертаючись із футбольного матчу, пара, як повідомляється, припаркувала машину на полі у Ґвінея Роуд, щоб «відвідати дядька, який жив через вулицю, звідки машина була припаркована». Сівши на передні сидіння з увімкненим двигуном, вони помітили як щось рухалося зовні заднього скла. За мить вікно переднього пасажирського сидіння розбилося, а біля розбитого вікна стояла постать, одягнена в білий одяг. Беннетт розгорнув машину, поки людина в білому одязі кричала на них за «незаконне проникнення», додавши: «Ви на приватній території, у мене ваш номер машини». Виїхавши з дороги, пара знайшла сокирку на автомобільному килимку.
Коли поліція попросила описати людину, Беннетт наполягав на тому, що він був одягнений у білий одяг із довгими кролячими вухами. Однак дружина Беннетта заперечувала слова чоловіка, заявляючи, що нападник не носив кролячі вуха, а був одягнений у якийсь білий капірот. Обидва чітко пам'ятали обличчя, але через те, що було темно, визначити його расову приналежність не вдалося. Поліція повернула сокирку Беннетту після допиту.
Друга подія, про яку було повідомлено, сталася 29 жовтня 1970 року, коли охоронець будівлі Пол Філіпс підійшов до людини, яка стояла на ґанку ще недобудованого будинку, в Кінґс Парк Вест, у Ґвінея Роуд. Філіпс повідомив, що людина була одягнена в сірий, чорний і білий кролячий костюм, у віці приблизно 20-ти років, зростом 173 см і вагою приблизно 79 кг. Людина рубала сокирою стовпець ґанку, промовляючи: «Ти вторгся сюди. Підійдеш ще ближче — сокирою голову знесу».
Поліція Округу Ферфакс відкрила розслідування щодо обох подій, але незабаром справа була закрита через відсутність доказів. У наступні тижні з початку подій, понад 50 людей звернулися до поліції, заявляючи, що бачили «Людину-кролика». Різні газети, включаючи The Washington Post, повідомляли, що «Людина-кролик» з'їв кота, що втік від господаря. Статті, що згадували цю подію:
- «У пошуках Людини-кролика у Ферфаксі» (22 жовтня, 1970)[2]
- «Кролик повертається» (31 жовтня, 1970)[2]
- «Побачена Людина-кролик» (4 листопада, 1970)[2]
- «Повідомлення про розмноження Кролика» (6 листопада, 1970)[2]

У 1973 році, Патрісія Джонсон, студентка Мерілендського університету в Коледж-Парку, представила дослідницьку роботу, в якій була зібрана хроніка з 54 версій походження легенди.

## Галерея
|                     |
| Колчестерський міст |

|                                                           |
| Залізниця та автомобільна дорога в Колчестверському мосту |

|                                        |
| Поїзд «Amtrak» у Колчестерському мосту |

|                                    |
| Нічний час у Колчестерському мосту |